# Болґатанга
Болґатанга (frafra: Bɔlegataŋa), розмовно відома як Болґа — місто та столиця муніципального округу Болґатанга та Верхньосхідного регіону Гани, який межує з Буркіна-Фасо. Болґатанга має понад 2012 поселень і населення становить близько 66 685 осіб. Болґатанга на 161 км північніше від Тамале. Болґатанга розташована в долині річки Червона Вольта (яка служить основним шляхом міграції слонів), а річка Біла Вольта та скелі укосу Гамбага на південь від міста утворюють південну межу Верхньо-східного регіону.

## Історія Болґатанги

Стародавній стиль розпису бунгало в передмісті Болґатанги

Назва Болґатанга (Болбатанга) походить від гуресійських слів Boole «глина» і tanŋa «каміння». Історично Болґатанга була розташована на південному кінці стародавнього Транссахарського торгового шляху. Східний шлях сходився з Сахельським шляхом біля Болгатанги. Уздовж маршруту вироби ручної роботи — особливо солом'яні кошики, капелюхи та віяла, а також вироби зі шкіри, металеві прикраси та місцевий одяг — обмінювали на горіхи коли та сіль. Верхньосхідний регіон, де лежить Болґатанга, є частиною того, що раніше було відомо як Верхній регіон. Між 1902 і 1960 роками Північна територія була британським протекторатом; 1 липня 1960 року розділено на Північний і Верхній райони. У 1983 році Верхній регіон був розділений на Верхньосхідний та Верхньозахідний регіони.
Мешканці Болґатанги мігрували з Йоа, громади у східному муніципалітеті Касена Нанкана. Танзуї — громада Apoka biisi в Болґатанзі заснована Апока Каріяне.
Громади в Болґатанзі — Атулбабісі, Дагвеом, Букере, Сое, Ярігабісі, Зуарунгі, Поаліко, Тіндаамоліго, Гумбісі Зонго, Зонго.

## Транспорт
Від Болґатанги ходить громадський транспорт до таких великих міст, як Аккра, Кумасі, Мім, Ахафо, Кейп-Кост, Суньяні, Тамале, Тема, Хо, Ва, Елубо, Афлао та Течіман.

## Життя в Болґатанзі

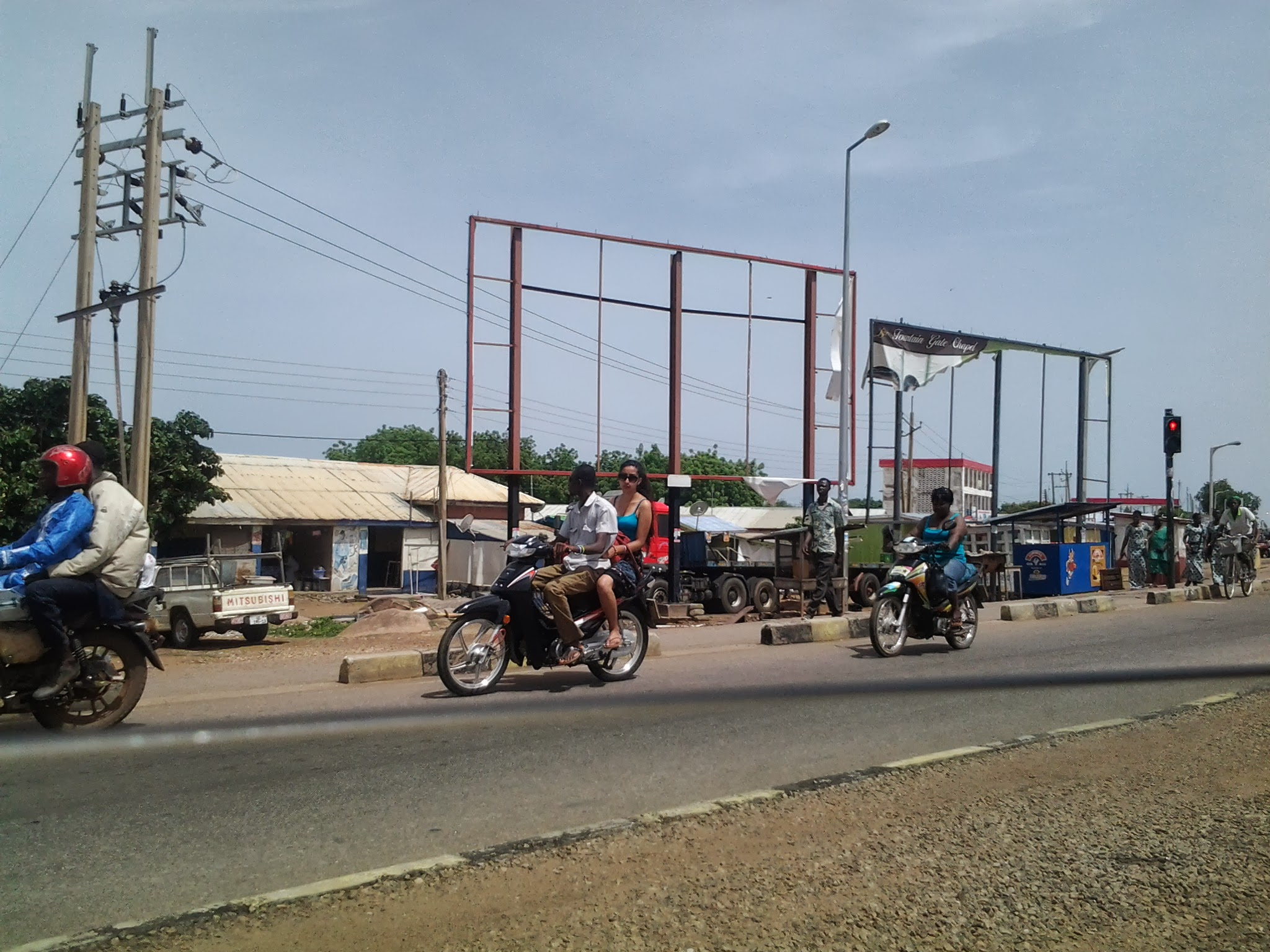
Вулиця в Болґатанзі

Болґатанга відома як ремісничий центр Верхньосхідного регіону з великим центральним ринком. Окрім речей, які можна знайти в інших місцях Верхньо-східного регіону, в Болґатанзі виготовляють та продають так звані «Болґа капелюхи». В Болґатанзі та її околицях також розміщуються найбільші виробники шкіряних виробів, солом'яних кошиків і халатів. Художники продають свої роботи на ринку Болґатанги, який працює кожного третього дня. У місті також є музей, де зберігаються об'єкти історичного значення Верхньосхідного краю.

## Клімат
Болґатанга має жаркий напівпосушливий клімат (класифікація клімату Кеппена BSh).

## Зайнятість та їжа
Основним заняттям жителів Болґи є землеробство. Вони вирощують просо, кукурудзу, гінейську кукурудзу, рис, бобові, арахіс і солодку картоплю під час сезону дощів, а під час посушливого сезону вирощують цибулю, помідори та перець. Майже кожен фермер вирощує також птицю або свійську тварину.
Основною їжею жителів Болґи є Туо Заафі (TZ), що готуєтьс з просяного, кукурудзяного або гвінейського просяного борошна з листовим супом (бето), рисовою кашею.

## Туризм

### Школи в Bolgatanga
- Bolgatanga Senior High School (змішана)
- Bolgatanga Nursing Training College (змішаний)
- Акушерський коледж Болгатанга
- Технічний інститут Болгатанга
- Bolgatanga Girls' Senior High School (Дівчата)
- Старша середня школа Zamse (змішана)
- Старша середня школа Zuarungu (змішана)
- Коледж медсестер Zuarungu
- Політехніка Болгатанга

### Бібліотека Болґатанги
Бібліотека Болґатанги є видатним проєктом відзначеного нагородами американського архітектора Дж. Макса Бонда-молодшого, на якого вплинув Ле Корбюзьє. У 1960-х роках Бонд прожив чотири роки в Гані. Бібліотека Bolgatanga була його першим великим проєктом під час роботи в національній будівельній компанії. Конструкція має перфоровані стінки та дах у формі «парасольки», тому конструкція залишається прохолодною та добре вентильованою.

### Крокодилячі ставки Паги
За сорок кілометрів від Болґатанги знаходиться Пага, де знаходяться священні крокодилячі ставки. Це нібито «найдружніші» крокодили в Гані, і кажуть, що в них живуть душі королівської родини. Крокодили вільно блукають по ставках, і неможливо уявити, щоб хтось завдав їм шкоди.

### Ремісниче село Болґатанги
Це мистецький центр, в якому виставлені для огляду та продажу плетені кошики, халати, капелюхи, сумки, вироби зі шкіри (сумки, сандалі), місцеві та закордонні намистини, статуетки ляльок, скульптури, кераміку (миски), місцеві барабани, твори мистецтва з Малі, Нігерії та багато інших творів мистецтва.
Він був побудований у 2003 році муніципальною асамблеєю для популяризації культурної спадщини Гани та Африки.